# Oberonia ensifolia
Oberonia ensifolia är en orkidéart som beskrevs av James Boughtwood Comber. Oberonia ensifolia ingår i släktet Oberonia och familjen orkidéer. Inga underarter finns listade i Catalogue of Life.